# Article 31 de la Constitution belge
L'article 31 de la Constitution de la Belgique fait partie du titre II « Des Belges et de leurs droits ». 

## Texte de l'article actuel
« Nulle autorisation préalable n'est nécessaire pour exercer des poursuites contre les fonctionnaires publics, pour faits de leur administration, sauf ce qui est statué à l'égard des ministres et des membres des Gouvernements de communauté et de région.  »
— Article 31 de la Constitution